# Vadim Bolohan
Vadim Bolohan (ur. 15 sierpnia 1986 w Sîngerei w Mołdawskiej SRR) – mołdawski piłkarz, grający na pozycji obrońcy, reprezentant Mołdawii.

## Kariera piłkarska

### Kariera klubowa
Karierę piłkarską rozpoczął w klubie Agro Kiszyniów. Potem pół roku występował w rosyjskiej Bałtice Kaliningrad. Po powrocie do Mołdawii bronił barw klubów Nistru Otaci i Dacia Kiszyniów. W lipcu 2008 przeszedł do ukraińskiej Zorii Ługańsk, a w następnym roku do Zakarpattia Użhorod. 27 sierpnia 2010 podpisał 3-letni kontrakt z PFK Sewastopol, ale po spadku klubu z Premier-lihi latem 2011 powrócił do Mołdawii, gdzie do końca roku grał w Milsami Orgiejów. Podczas przerwy zimowej sezonu 2011/12 podpisał 3-letni kontrakt z Karpatami Lwów. W grudniu 2012 kontrakt został anulowany.

### Kariera reprezentacyjna
W 2010 zadebiutował w narodowej reprezentacji Mołdawii. Wcześniej występował w młodzieżowej reprezentacji Mołdawii, w której pełnił funkcje kapitana drużyny.